# Guépratte (frégate)
Pour les articles homonymes, voir Guépratte.
La frégate Guépratte (indicatif visuel F714) est le dernier bâtiment de classe La Fayette, une série qui compte cinq unités de la Marine nationale française. Il est nommé en l'honneur du vice-amiral Émile Guépratte, héros de la bataille des Dardanelles (1915) et fondateur en 1919 de l'association nationale des croix de guerre et de la valeur militaire. Metz (Moselle) est sa ville marraine depuis le 2 octobre 2004.

## Mission
Les frégates de type La Fayette ont été conçues principalement pour faire respecter les intérêts maritimes de l'État français dans les espaces d'outre-mer, mais elles peuvent aussi assurer d'autres missions telles que l'intégration à une force d'intervention, la protection du trafic maritime, l'accompagnement d'un groupe aéronaval, réaliser des missions spéciales ou humanitaires.

## Armement
Le Guepratte embarque 8 missiles antinavires Exocet entre les deux mâtures, une batterie de missiles surface-air Crotale Naval sur la plage arrière, ainsi qu'une tourelle de calibre 100 mm et deux canons de 20 mm latéraux, au niveau de la passerelle.
En intervention, l'hélicoptère Panther en dotation décolle avec deux commandos marine spécialisés dans le tir de précision. En configuration aérolargage, jusqu'à 5 paras peuvent être emportés, sur une élingue moyenne. La frégate dispose de moyens de guerre électronique avec un intercepteur radio Saigon, un intercepteur radar ARBR-21 et deux lance-leurres Dagaie contre tout missile antinavire.

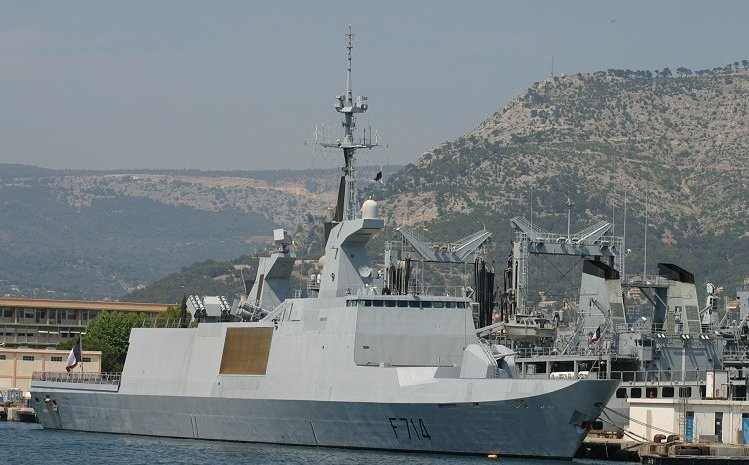
Le Guépratte dans le port de Toulon

## Carrière opérationnelle
En 2009, le Guépratte a participé à la mission Corymbe, un dispositif naval visant à assurer la présence permanente d'un bâtiment dans le Golfe de Guinée et au large des côtes d'Afrique de l'Ouest. En 2010, la frégate Guépratte participe à l'opération Atalanta dans l'océan Indien pendant 4 mois et demi. En 2011, elle se déploie dans l'Océan Indien dans le cadre de la mission Atalanta durant 3 mois et demi, puis elle opère au large de la Libye dans le cadre de l'opération Harmattan durant un mois. En 2012 et en 2013, la frégate Guépratte participe à l'opération Atalanta en océan Indien pendant 4 mois.
En 2014, la frégate Guépratte participe à l'opération Liberté Immuable.
En 2016 , la frégate Guépratte participe à l'opération Jeanne d'Arc.
En 2020, elle est envoyée dans le sud-ouest de l'océan Indien dans le cadre de l'opération Résilience. Elle accompagne le PHA Mistral à La Réunion et Mayotte pour assurer le transport de fret médical et sanitaire lors de la pandémie de la Covid-19.

## Fanion
Son fanion est décoré de la croix de la Valeur militaire avec palme depuis le 11 novembre 2012 pour sa participation aux opérations en Libye.